# Rio Broaga
Rio Broaga é um rio da Romênia afluente do Rio Târnava Mică, localizado no distrito de Alba.